# Barabach
Barabach (en russe : Бараба́ш) est un village du raïon de Khassan du kraï du Primorié en Extrême-Orient russe. Sa population s'élevait à 2 269 habitants au recensement de 2021.

## Géographie
La localité est située dans le kraï du Primorié, un sujet de l'Extrême-Orient de la Russie, en Mandchourie-Extérieure, qui était autrefois chinoise (avant 1860). Il se trouve dans le district fédéral extrême-oriental. Elle est l'une des 37 localités du raïon de Khassan, raïon situé à l'extrémité sud du kraï, au bord du golfe de Pierre-le-Grand. Son centre administratif est la commune urbaine de Slavianka
Barabach, comme tout le kraï du Primorié, est située dans le fuseau horaire MSK+7 (heure de Vladivostok). Le décalage horaire appliqué par rapport au temps universel coordonné est +10:00.

## Histoire
La localité a été fondée en 1884.

## Démographie
Recensements (*) et estimations de la population,,,:
| 1897  | 1915 | 1926* | 1939* |
| ----- | ---- | ----- | ----- |
| 1 646 | 458  | 832   | 3 161 |

| 2002 * | 2010* | 2021* | - |
| ------ | ----- | ----- | - |
| 3 691  | 5 691 | 2 269 | - |

Selon le recensement de 2002, sur les 3 691 habitants, il y avait 86 % de Russes.